# PL/pgSQL
PL/pgSQL (Procedural Language/PostgreSQL Structured Query Language) ist eine prozedurale Sprache der objektrelationalen Datenbank PostgreSQL. Die Syntax von PL/pgSQL ist wie bei PL/SQL auf Oracle-Datenbanksystemen stark an Ada angelehnt.
PL/pgSQL wurde zur Erweiterung des SQL-Funktionsumfangs eingeführt, dabei kann PL/pgSQL-Code als Stored Procedure in der Datenbank selbst gespeichert sein. Unterstützt werden Variablen, Bedingungen, Schleifen, Funktionen, Datenbankcursor und Ausnahmebehandlungen. PL/pgSQL-Code kann sowohl aus SQL-Kommandos als auch aus Datenbanktriggern heraus aufgerufen werden.
Mit Hilfe der prozeduralen Erweiterung lassen sich SQL-Befehle direkt im PostgreSQL-Server dynamisch erzeugen und müssen nicht mehr als Text über eine Datenbankschnittstelle übergeben werden, wie dies z. B. bei ODBC, JDBC und OLE DB der Fall ist, sondern können direkt in der Datenbank erstellt und ausgeführt werden.

## Verwendung
- PL/pgSQL-Code kann von einem Datenbank-Frontend an PostgreSQL übergeben und dort direkt abgearbeitet werden.
- PL/pgSQL-Code kann (als Stored Procedure) dauerhaft in der Datenbank gespeichert werden um den Funktionsumfang der Datenbank zu erweitern.
- Über Berechtigungen (sogenannte „Rollen“) kann jeder Benutzer oder jede Benutzergruppe der Datenbank die Funktionen nutzen, die für deren Rolle vorgesehen sind. Auf diese Weise lässt sich die Sicherheit vor unbefugten Zugriffen deutlich verbessern.
- Verwendung in Datenbanktriggern
- Die Performance lässt sich oft enorm steigern, wenn PL/pgSQL-Programme direkt in der Datenbank ausgeführt werden, insbesondere wenn sich dadurch die Kommunikation zwischen Prozessen oder der Netzwerkverkehr, falls Datenbank und Anwendungsserver auf unterschiedlicher Hardware ausgeführt werden, vermeiden lässt.

## Grundlegender Aufbau
PL/pgSQL-Programme bestehen aus Blöcken:

```
DECLARE

  
-- Deklarationsblock

  
-- Der DECLARE Abschnitt ist optional

BEGIN

  
-- Ausführungsteil

EXCEPTION

  
-- Ausnahmeverarbeitung

  
-- Der EXCEPTION Abschnitt ist optional

END
;

```

## Beispiel
Das Beispiel schreibt eine "Hallo Welt"-Notiz.
```
-- Eine Funktion namens hallo wird angelegt.

-- "void" bedeutet, dass nichts zurückgegeben wird.

CREATE
 
OR
 
REPLACE
 
FUNCTION
  
hallo
()
 
RETURNS
 
void
 
AS

  
-- Der Funktionskörper wird in $$-Stringliteralen gekapselt.

  
-- hier steht $body$ zwischen den $ Zeichen.

  
-- Der Text zwischen den $ Zeichen muss eine Länge von mindestens 0 Zeichen aufweisen.

  
$
body
$

    BEGIN

      RAISE NOTICE  'Hallo Welt'; -- eine Notiz wird aufgerufen

    END;

  $
body
$
 
-- Ende des Funktionskörpers

LANGUAGE
 
plpgsql
;
 
-- die Sprache des Funktionskörpers muss angegeben werden

SELECT
 
hallo
();

 
-- Die Funktion wird mit einem SELECT aufgerufen.

 
-- Die Ausgabe der Notiz erfolgt in der Konsole

DROP
 
FUNCTION
 
hallo
();

-- Löschen ("droppen") der Funktion, die wir gerade angelegt haben.

```

## Variablendefinitionen
Variablen werden im optionalen Abschnitt DECLARE definiert und optional initialisiert.
```
CREATE
 
FUNCTION
 
foo
()
 
RETURNS
 
void
 
AS

$
BODY
$

  
DECLARE

      
zahl_antwort
 
INTEGER
;

      
zahl_lösung
 
INTEGER
 
:=
 
42
;

  
BEGIN

    
zahl_antwort
 
:=
 
zahl_lösung
;

    
RAISE
 
NOTICE
  
'Die Antwort lautet %.'
,
 
zahl_antwort
;
-- % wird durch die Variable ersetzt

    
-- return true;

  
END
;

$
BODY
$
 
LANGUAGE
 
plpgsql
;

```

:= ist der Zuweisungsoperator, mit dem man einer Variable einen Wert zuweist. Im DECLARE Abschnitt kann für Zuweisungen alternativ auch DEFAULT verwendet werden.

### Zahlenvariablen
```
variablenname
 
NUMERIC
(
precision
,
 
scale
)
 
DEFAULT
 
wert
;

```

Um eine Zahlenvariable zu definieren, schreibt man den Variablennamen gefolgt vom Variablentyp NUMERIC.
Hinter diesem schreibt man in runden Klammern die Genauigkeit precision sowie optional ein Komma und die Anzahl an Nachkommastellen scale. Gibt man NUMERIC ohne Klammern an gelten für die Genauigkeit bis zu 131072 Stellen vor dem Dezimalpunkt und bis zu 16383 Stellen nach dem Dezimalpunkt.
Genauigkeit entspricht in diesem Fall der Anzahl an Stellen, welche die Variable enthalten kann, und nicht dem Wertebereich.
Auswahl weiterer Datentypen für Zahlenvariablen:
```
SMALLINT
,
 
INTEGER
,
 
BIGINT
,
 
DECIMAL
,
 
REAL
,
 
DOUBLE PRECISION

```

### Textvariablen
```
variablenname1
 
VARCHAR
(
length
)
 
:
=
 
'Text'
;

VARCHAR
(
length
)
 
COLLATE
 
collation_name
;

```

Um eine Textvariable zu definieren, schreibt man den Variablennamen gefolgt vom Variablentyp VARCHAR.
Hinter diesem schreibt man die Anzahl der Zeichen, die in der Variable gespeichert werden können, in Klammern.
Soll die Textvariable nach sprach- oder benutzerdefinierten Kriterien sortiert werden, kann man das Schlüsselwort COLLATE gefolgt vom Collationsname z. B. "en_US" verwenden.
Weiterer Datentypen für Textvariablen sind:
```
CHAR
,
 
TEXT

```

### Boolean
```
variablenname
 
BOOLEAN
 
:
=
 
TRUE
;

```

Kann TRUE, FALSE oder NULL sein.

### Datum und Uhrzeit
```
variablenname
 
DATE
 
:
=
 
TO_DATE
(
 
'01.01.2005'
 
,
 
'DD.MM.YYYY'
);

```

Um eine Datumsvariable zu definieren schreibt man den Variablennamen gefolgt vom Variablentyp DATE.
Zum Konvertieren von Datum und Uhrzeit stellt PostgreSQL eine Reihe von Funktionen zur Verfügung. Hier wurde TO_DATE() verwendet. Diese Funktion wandelt den Text zwischen den ersten Hochkommas in ein Datum mit dem angegebenen Format zwischen den zweiten Hochkommas um. Weitere Datum- und Zeit-Datentypen sind:
```
TIMESTAMP
 
[(
p
)]
 
[
 
WITHOUT TIME ZONE
 
]

TIMESTAMP
 
[(
p
)]
 
WITH TIME ZONE

DATE

TIME
 
[(
p
)]
 
[
 
WITHOUT TIME ZONE
 
]

TIME
 
[(
p
)]
 
WITH TIME ZONE

INTERVAL
 
[
 
FIELDS
 
]
 
[(
p
)]

```

Mit dem optionalen Statement (p) kann die Anzahl der Stellen der Sekundenbruchteile präzisiert werden.

### Datentyp über Tabelle oder Spalte festlegen
```
Variablenname
 
tabellenname
%
ROWTYPE
;

Variablenname
 
tabellenname
.
spaltenname
%
TYPE
;

```

%TYPE definiert eine Variable des Typs der angegebenen Spalte.
%ROWTYPE definiert eine Variable des Typs der angegebenen Tabelle. Weil jede Tabelle in PostgreSQL implizit einen gleichnamigen Zeilentyp generiert, darf %ROWTYPE auch weggelassen werden.
Beispiel:
```
CREATE
 
FUNCTION
 
foo
()
 
RETURNS
 
void
 
AS

$
BODY
$

  
DECLARE

    
t_row
 
tab
%ROWTYPE
;

  
BEGIN

    
SELECT
 
*
 
INTO
 
t_row
 
FROM
 
tab
 
WHERE
 
Z
=
1
;

     
RAISE
 
NOTICE
  
'Y*4+Z*2= %.'
,
 
t_row
.
y
 
*
4
+
 
t_row
.
z
*
2
;

    
/*return true;*/

  
END
;

$
BODY
$
 
LANGUAGE
 
plpgsql
;

```

## Steuerung des Programmablaufs

### Rückgabe der Funktion
```
RETURN
 
expression
;

RETURN
 
NEXT
 
expression
;

RETURN
 
QUERY
 
query
;

RETURN
 
QUERY
 
EXECUTE
 
command
-
string
;

RETURN
 
QUERY
 
EXECUTE
 
command
-
string
 
USING
 
expression
;

```

Mit dem Schlüsselwort RETURN wird die Rückgabe an die Funktion definiert. Soll die Funktion Datensätze mit Hilfe des Schlüsselwortes SETOF zurückgeben, kann das mit RETURN NEXT oder RETURN QUERY realisiert werden. Mit Hilfe von USING können Parameter in den SQL-Befehl eingefügt werden.
In folgendem Beispiel wird  RETURN NEXT verwendet:
```
BEGIN
;
 
-- eine Transaktion starten

  
CREATE
 
TABLE
 
foo
 
(
fooid
 
INT
,
 
foosubid
 
INT
,
 
fooname
 
TEXT
);
 
-- Tabelle foo neu erstellen

  
INSERT
 
INTO
 
foo
 
VALUES
 
(
1
,
 
2
,
 
'drei'
);

  
INSERT
 
INTO
 
foo
 
VALUES
 
(
4
,
 
5
,
 
'neun'
);

  
-- Funktion getAllFoo anlegen. Die Funktion soll alle Datensätze aus foo liefern,

  
-- deren fooid größer als 0 ist:

  
CREATE
 
OR
 
REPLACE
 
FUNCTION
 
getAllFoo
()
 
RETURNS
 
SETOF
 
foo
 
AS

    
$
BODY
$ -- Beginn der PL/pgSQL Prozedur

      DECLARE

        r foo%rowtype;

      BEGIN

        FOR r IN

          SELECT * FROM foo WHERE fooid > 0

        LOOP

          -- hier könnten weitere Anweisungen stehen

          RETURN NEXT r; -- Rückgabe des aktuellen Datensatzes aus SELECT

        END LOOP;

        RETURN;

      END

    $
BODY
$
 
-- Ende der PL/pgSQL Prozedur

  
LANGUAGE
 
plpgsql
;

  
SELECT
 
*
 
FROM
 
getallfoo
();
 
-- Dieses Select zeigt alle Datensätze die die Funktion liefert.

ROLLBACK
;
 
-- Das war ein Test, es soll nichts gespeichert werden

```

### Verzweigung des Programmablaufs
Mit Hilfe von Bedingungen kann der Programmablauf gesteuert werden. Je nach Situation werden die Befehle im dafür vorgesehenen Abschnitt abgearbeitet.

#### IF THEN
```
IF
 
boolean_expression
 
THEN
 
statements
;
 
END
 
IF
;

IF
 
boolean_expression
 
THEN
 
statements
;
 
ELSE
 
statements
;
 
END
 
IF
;

IF
 
boolean_expression
 
THEN
 
statements
;
 
ELSIF
 
boolean_expression
 
THEN
 
statements
;
 
END
 
IF
;

IF
 
boolean_expression
 
THEN
 
statements
;
 
ELSIF
 
boolean_expression
 
THEN
 
statements
;
 
ELSE
 
statements
;
 
END
 
IF
;

```

IF prüft, ob eine Bedingung erfüllt ist. Trifft die Bedingung zu, wird der Code nach dem THEN und  ausgeführt und ansonsten übersprungen. Mit ELSIF können weitere Bedingungen hinzugefügt werden. Ist eine ELSE vorhanden wird der darauf folgende Code ausgeführt, falls keine der Bedingungen zutrifft. Trifft mehr als eine der Bedingungen zu, wird nur die erste wahre Bedingung ausgeführt, und alle anderen wahren Bedingungen übersprungen. Die Schlüsselwörter ELSEIF und ELSIF sind Synonyme.

#### CASE WHEN
```
CASE
 
search_expression
 
WHEN
 
expressions
 
THEN
 
statements
;
 
END
 
CASE
;

CASE
 
search_expression
 
WHEN
 
expressions
 
THEN
 
statements
;
 
ELSE
 
statements
;
 
END
 
CASE
;

CASE
 
WHEN
 
boolean_expression
 
THEN
 
statements
;
 
END
 
CASE
;

CASE
 
WHEN
 
boolean_expression
 
THEN
 
statements
;
 
ELSE
 
statements
;
 
END
 
CASE
;

-- Optional darf "WHEN … THEN …" beliebig oft vorkommen;

```

Die CASE-Anweisung bietet zwei unterschiedliche Wege, im ersten Fall wird nach dem CASE ein Suchausdruck angegeben. Dieser Ausdruck wird im Ausdruck der WHEN folgt gesucht und anschließend wird der Code nach dem THEN ausgeführt. Nach dem WHEN können auch mehrere durch Kommas getrennte Ausdrücke ausgewertet werden.
Im zweiten Fall folgt dem CASE das WHEN direkt, und danach wird eine Bedingung angegeben. Trifft diese zu wird der Code nach dem  THEN ausgeführt.
In beiden Fällen wird der dem ELSE folgende Code ausgeführt, wenn nichts gefunden wurde. mit END CASE wird die CASE-Anweisung abgeschlossen. Wie zuvor bei IF THEN wird nur der der ersten gültigen Bedingung folgende Codeabschnitt ausgeführt.
Beispiel für Verzweigung des Programmablaufes mit IF THEN und CASE WHEN:
```
CREATE
 
FUNCTION
 
foo
(
int
)
 
RETURNS
 
void
 
AS

$
BODY
$

  
DECLARE

    
i
 
INTEGER
 
:=
 
$1
;

  
BEGIN

    
if
 
i
 
>
 
50
 
then

      
RAISE
 
NOTICE
  
'true %'
,
 
i
;

    
ELSIF
 
i
 
>
 
25
 
then

      
RAISE
 
NOTICE
  
'1. elsif %'
,
 
i
;

    
ELSIF
 
i
 
>
 
20
 
then

      
RAISE
 
NOTICE
  
'2. elsif %'
,
 
i
;

    
ELSE

      
RAISE
 
NOTICE
  
'if false else %'
,
 
i
;

    
END
 
IF
;

    
CASE
 
I

      
WHEN
 
21
,
23
,
25
,
27
 
THEN

        
RAISE
 
NOTICE
  
'1. einfache when %'
,
 
i
;

      
WHEN
 
22
,
24
,
26
,
28
 
THEN

        
RAISE
 
NOTICE
  
'2. einfache when %'
,
 
i
;

      
ELSE

        
RAISE
 
NOTICE
  
'einfache case else %'
,
 
i
;

      
END
 
CASE
;

    
CASE

      
WHEN
 
I
 
BETWEEN
 
20
 
and
 
25
 
THEN

        
RAISE
 
NOTICE
  
'1. gesuchte when %'
,
 
i
;

      
WHEN
 
I
 
BETWEEN
 
26
 
and
 
30
 
THEN

        
RAISE
 
NOTICE
  
'2. gesuchte when %'
,
 
i
;

      
ELSE

        
RAISE
 
NOTICE
  
'gesuchte case else %'
,
 
i
;

      
END
 
CASE
;

  
END
;

$
BODY
$
 
LANGUAGE
 
plpgsql
;

Select
 
foo
(
27
);

```

```
Ausgabe mit pgAdmin:
HINWEIS:  1. elsif 27
HINWEIS:  1. einfache when 27
HINWEIS:  2. gesuchte when 27
Total query runtime: 35 ms.
1 row retrieved.

```

### Schleifen
Mit den Schlüsselwörtern LOOP, EXIT, CONTINUE, WHILE, FOR und FOREACH können Anweisungsblöcke wiederholt durchlaufen werden.

#### Einfache LOOP Schleife
```
LOOP

  
statements
;

  
EXIT
;

END
 
LOOP
;

 
<<
label
>>

LOOP

    
statements
;

    
EXIT
  
label
  
WHEN
 
boolean_expression
 
;

END
 
LOOP
  
label
 
;

```

Die einfache LOOP Schleife endet sobald ein EXIT die Schleife oder ein RETURN die Funktion beendet. Folgt hinter dem EXIT ein WHEN mit einer Bedingung, wird die Schleife nur bei erfüllter Bedingung verlassen. PL/pgSQL erlaubt es Schleifen zu benennen. Der LOOP Block wird auf jeden Fall bis zum EXIT durchlaufen, egal ob die Bedingung auch schon zuvor zutraf. Mit der CONTINUE WHEN Anweisung kann ein Teil der Schleife bedingt ausgeführt werden.
Der Name eines Blocks wird zwischen doppelten größerkleiner Zeichen <<>>festgelegt wie <<label>> oberhalb. Die Benennung verbessert die Lesbarkeit des Codes.
In diesem Beispiel wird der benannte Block "ablock" solange durchlaufen bis j=42 ist. Sobald das j größer als 21 wird, werden Notizen ausgegeben:
```
CREATE
 
OR
 
REPLACE
 
FUNCTION
 
foo
(
int
)
 
RETURNS
 
integer
 
AS

$
BODY
$

  
DECLARE

    
i
 
INTEGER
:=
$1
;

    
j
 
INTEGER
:=
0
;

  
BEGIN

    
<<ablock>>
 
-- Eine Schleife wird mit ablock benannt.

    
LOOP

      
j
:=
j
+
7
;

      
EXIT
 
ablock
 
WHEN
 
j
>=
i
;
 
-- Die Schleife endet wenn j>=i wird

      
CONTINUE
 
ablock
 
WHEN
 
j
<
(
i
/
2
)
 
;
 
-- falls j größer dem halben i ist, wird der folgende Block durchlaufen:

        
RAISE
 
NOTICE
 
' %'
,
 
j
;

    
END
 
LOOP
 
ablock
;

    
RETURN
 
j
;

  
END
;

$
BODY
$
 
LANGUAGE
 
plpgsql
;

Select
 
foo
(
42
);

```

```
Ausgabe mit pgAdmin:
HINWEIS:   21
HINWEIS:   28
HINWEIS:   35
Total query runtime: 27 ms.
1 row retrieved.

```

#### WHILE LOOP Schleife
```
WHILE
 
boolean_expression
 
LOOP

    
statements
;

END
 
LOOP

```

Die einfache WHILE LOOP Schleife wird nur durchlaufen wenn die Eingangsbedingung erfüllt ist, und endet sobald die Bedingung nicht mehr zutrifft. Auch diese Variante kann benannt werden.

#### FOR Schleifen
```
FOR
 
varname
 
IN
  
expression
 
..
 
expression
  
LOOP
 
-- FOR i IN REVERSE 10..2 BY 2 LOOP

    
statements
;

END
 
LOOP
;

```

Die FOR-Schleife zählt eine Indexvariable vom Type INTEGER die auch automatisch erstellt wird von einem festgelegten Startwert bis zu einem festgelegten Endwert. Start- und Zielwert sind durch zwei Punkte getrennt. Gibt man das Schlüsselwort REVERSE nach dem IN an, so wird vom größeren zum kleineren Wert heruntergezählt. Die Schrittweite ist aber in jedem Falle positiv anzugeben, auch beim Rückwärtszählen.
Die FOR-Schleife kann auch zum Durchlaufen einer Abfrage verwendet werden:
```
FOR
 
wertliste
 
IN
 
query
 
LOOP

    
statements
;

END
 
LOOP

```

Die “wertliste” ist dabei eine Variable die die Felder der Abfrage “query” übernimmt. Die Variable wertliste übernimmt beim Durchlaufen der Abfrage jede Zeile der Abfrage einmal. Mit dieser Zeile wird dann der Schleifenkörper durchlaufen.
Verwendet man statt einer erst “vor Ort” bei der FOR-Schleife definierten Abfrage (bzw. einem SQL-String via EXECUTE) einen expliziten Cursor, so wird in ausreichend neuen PostgreSQL-Versionen (9.x) die Schleifenvariable “wertliste” (analog zum Schleifenindex einer numerischen FOR-Schleife) implizit deklariert.
```
CREATE
 
FUNCTION
 
foo
()
 
RETURNS
 
void
 
AS

$
body
$

  
DECLARE

    
meinaktuellerview
 
RECORD
;
 
-- die Variable meinaktuellerview wird als Type RECORD festgelegt.

  
BEGIN

    
RAISE
 
NOTICE
 
'Refreshing materialized views...'
;

    
FOR
 
meinaktuellerview
 
IN
 
SELECT
 
viewname
,
 
viewsql
 
FROM
 
fooviews
 
ORDER
 
BY
 
foo
.
fooid
 
LOOP

      
-- jetzt beinhaltet "meinaktuellerview" einen Datensatz aus der Tabelle fooviews

      
RAISE
 
NOTICE
 
'Ersetzen des materialisierten views %s ...'
,
 
quote_ident
(
meinaktuellerview
.
viewname
);

      
EXECUTE
 
'TRUNCATE TABLE '
 
||
 
quote_ident
(
meinaktuellerview
.
viewname
);
 
-- Inhalt aus einer Tabelle löschen

      
EXECUTE
 
'INSERT INTO '

        
||
 
quote_ident
(
meinaktuellerview
.
viewname
)
 
||
 
' '
 
||
 
meinaktuellerview
.
viewsql
;

      
-- eine in der Tabelle gespeicherte Abfrage wird an eine Tabelle angefügt.

    
END
 
LOOP
;

    
RAISE
 
NOTICE
 
'Erledigt: materialisierte Views sind aktuell.'
;

    
END
;

$
body
$
 
LANGUAGE
 
plpgsql
;

```